# Franz Niquet
Franz Niquet (* 7. Juni 1910 in Braunsberg/Kreis Neuruppin; † 6. Juni 1986 in Wolfenbüttel) war ein deutscher Prähistoriker und Bodendenkmalpfleger.

## Leben
Franz Niquet entstammte einer hugenottischen Familie. Er besuchte das Friedrich-Wilhelm Gymnasium in Neuruppin. Sein Interesse an der Archäologie entstand durch die Teilnahme an Ausgrabungen eines seiner Lehrer. 1930 legte er das Abitur ab und studierte Vor- und Frühgeschichte an der Universität Halle, wo er 1934 das Staatsexamen ablegte. 1935 wurde Niquet in Halle mit einer Arbeit zum mittleren Neolithikum in Mitteldeutschland promoviert. 
1934 und 1935 war er wissenschaftliche Hilfskraft an der Landesanstalt für Volkheitskunde in Halle (Saale), danach bis 1938 wissenschaftlicher Assistent. 1938 publizierte er seine Arbeit über das Gräberfeld von Rössen, das namensgebend für die Rössener Kultur war. 1938 und 1939 war Niquet als Assistent beim Museum für Vor- und Frühgeschichte Berlin tätig. 1939 ging er an das Braunschweigische Landesmuseum für Geschichte und Volkstum, wo er für die Bodendenkmalpflege zuständig war. 1939 wurde er zum Wehrdienst eingezogen. 1950 kehrte er aus über fünfjähriger sowjetischer Kriegsgefangenschaft zurück. Er nahm seine Tätigkeit beim Braunschweigischen Landesmuseum wieder auf, wo er in der Abteilung für Vor- und Frühgeschichte tätig war. Ab 1952 war Niquet wissenschaftlicher Mitarbeiter und ab 1964  Kustos. Von 1965 bis zu seiner Pensionierung im Jahr 1975 war er für die staatliche Bodendenkmalpflege bei der Bezirksregierung Braunschweig tätig und trug den Titel eines Oberarchäologen. Über sieben Jahre hatte er einen Lehrauftrag an der Technischen Universität Braunschweig. 
Niquet untersuchte bei Eitzum einen der frühesten Siedlungsplätze des Neolithikums und unternahm umfangreiche Grabungen zu einer nachchristlichen Siedlung bei Gielde. Aufsehen erregte sein Fund einer Fibel mit einer Runeninschrift auf einem Gräberfeld aus der Merowingerzeit bei Beuchte. In Braunschweig führte Niquet 1972 vor dem Bau des Kaufhauses der Horten AG Ausgrabungen auf dem Ackerhof im südöstlichen Bereich des Braunschweiger Schlosses durch. 
Seine Ausgrabungstätigkeiten dokumentierte er in zahlreichen Veröffentlichungen. Bei Grabungen setzte er aus Kostengründen auch Strafgefangene ein.

## Schriften (Auswahl)
- Die Rössener Kultur in Mitteldeutschland (= Jahresschrift für die Vorgeschichte der sächsisch-thüringischen Länder. Band 26, ISSN 0138-4902). Gebauer-Schwetschke, Halle an der Saale 1937, (Zugleich: Halle (Saale), Universität, Dissertation, 1934).
- Das Gräberfeld von Rössen, Kreis Merseburg (= Landesanstalt für Volkheitskunde. Veröffentlichungen. Heft 9, ISSN 0138-4627). Landesanstalt für Volkheitskunde, Halle (Saale) 1938.
- mit Wolfgang Krause: Die Runenfibel von Beuchte, Kreis Goslar. In: Nachrichten der Akademie der Wissenschaften in Göttingen. Philologisch-Historische Klasse. 1956, ISSN 0065-5287, S. 82–124.
- Vor- und frühgeschichtliche Bodenforschung im Niedersächsischen Verwaltungsbezirk Braunschweig. In: Braunschweigisches Jahrbuch. Band 39, 1958, S. 5–44, doi:10.24355/dbbs.084-201202011512-0.
- Die Ausgrabungen auf der Wüstung Klein-Büddenstedt. In: BKB-Mitteilungen. Band 9, Nummer 10, 1959, ZDB-ID 527813-2, unnummeriert.
- Die Ausgrabungen des Bonifatiusklosters Brunshausen bei Gandersheim: 2: Die Ausgrabungen. Zweiter Vorbericht. In: Neue Ausgrabungen und Forschungen in Niedersachsen. Band 1, 1963, ISSN 0548-2682, S. 200–213.